# Duitse militaire begraafplaats Maria Laach
De Duitse militaire begraafplaats Maria Laach is een militaire begraafplaats in Rijnland-Palts, Duitsland. Op de begraafplaats liggen omgekomen Duitse militairen uit de Tweede Wereldoorlog.

## Begraafplaats
Op de begraafplaats rusten 36 Duitse militairen. De begraafplaats is gevestigd achter de Abdij Maria Laach. De meeste slachtoffers kwamen in de laatste fase van de Tweede Wereldoorlog om het leven. Het gebied rond de abdij lag enige tijd in de frontlinie.